# 嚴島神社列表

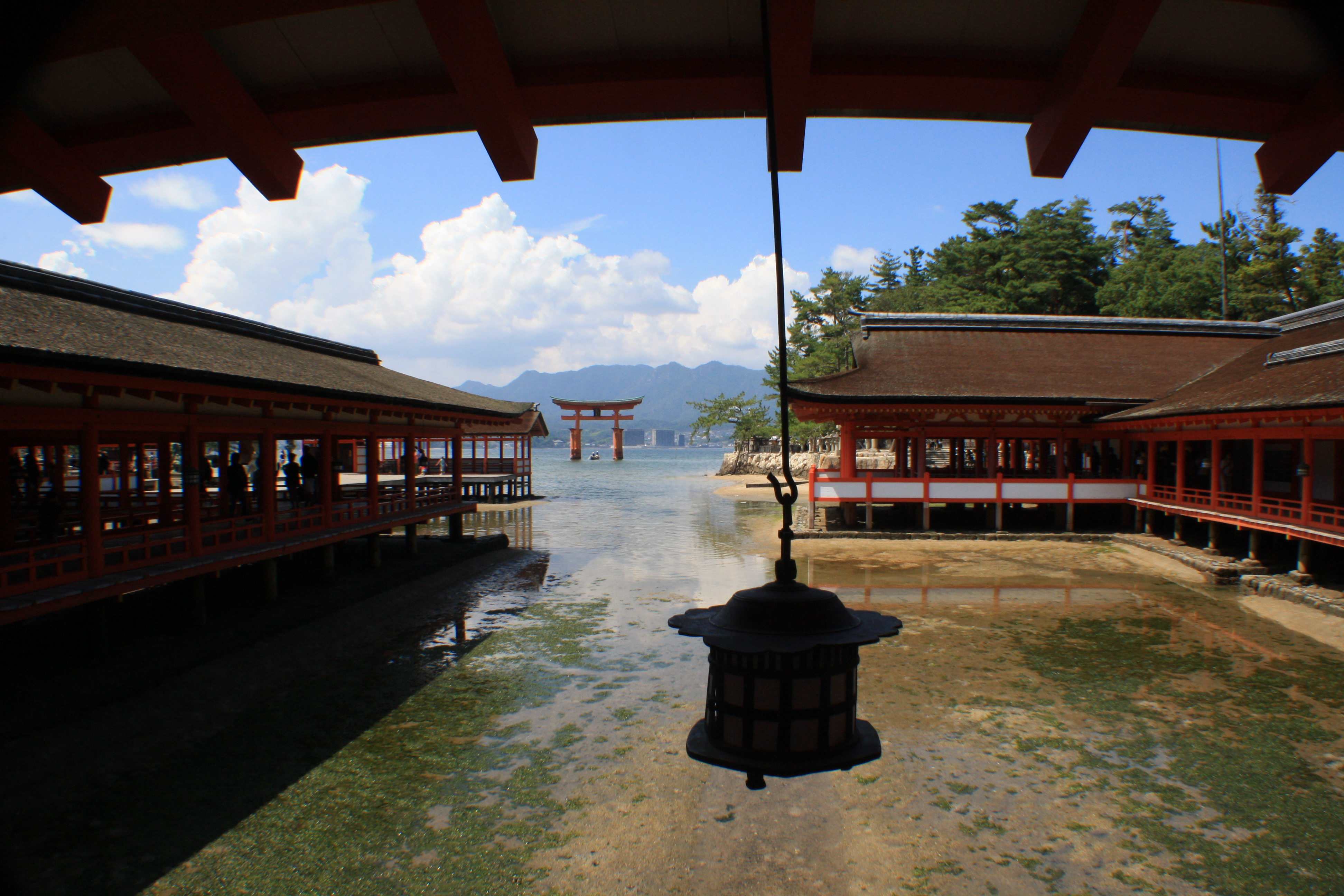
位在廣島縣廿日市市的嚴島神社是日本全國所有嚴島神社的總本社，也是一般提到嚴島神社時的所指。

嚴島神社（日语：厳島神社，或有時也有、等異體字寫法），是日本約500座以「嚴島」為社名、祀奉市杵島姫神的神社之總稱。若沒有特別說明，一般所說的「嚴島神社」通常是指位在廣島縣廿日市市境內、嚴島上的嚴島神社總本社。

## 嚴島神社一覽

### 總本社
- 嚴島神社（廣島縣廿日市市）

### 北海道地方

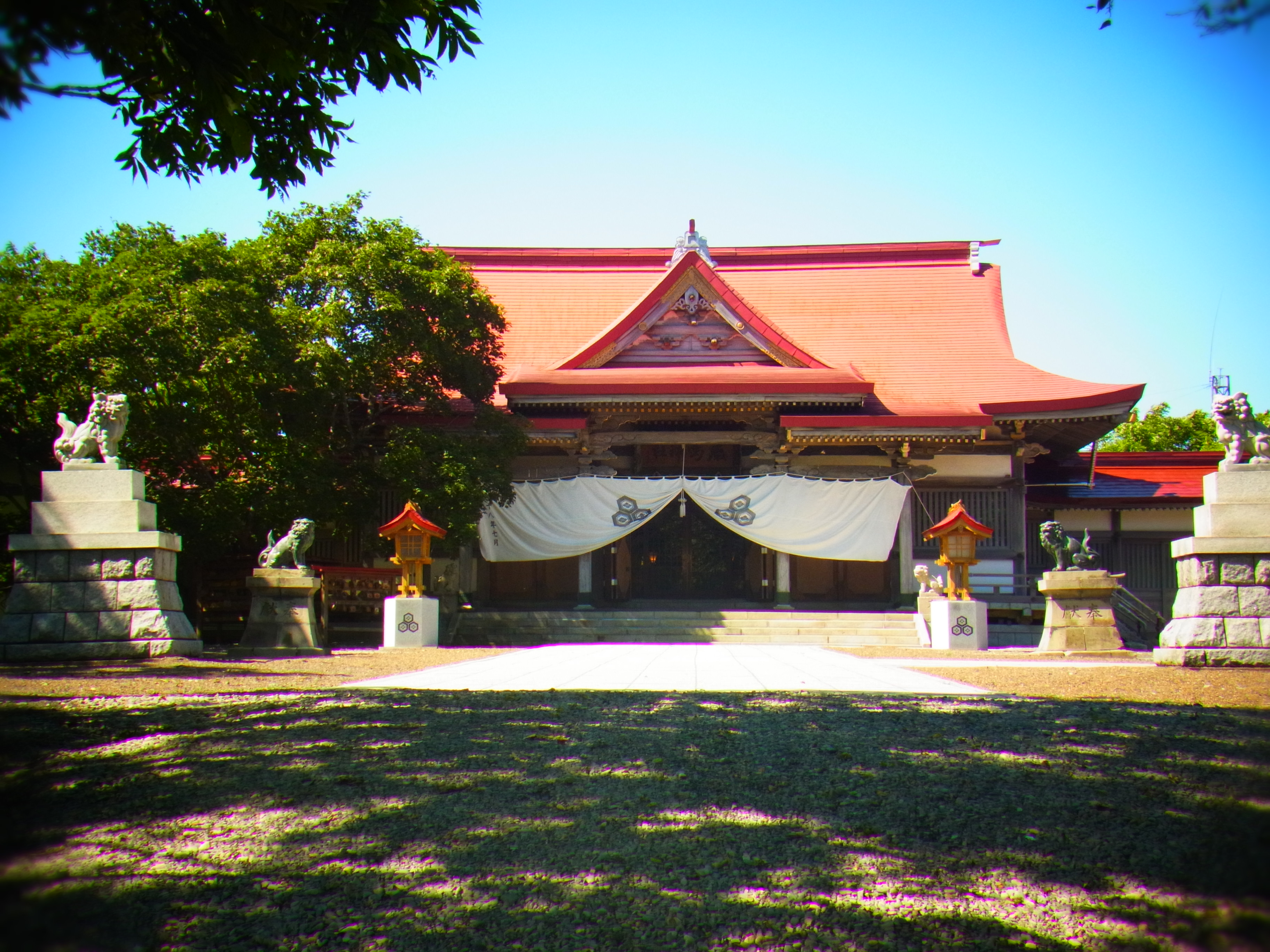
釧路嚴島神社 (釧路市)

- 嚴島神社（日语：厳島神社 (釧路市)）（北海道釧路市）
- 嚴島神社（日语：厳島神社 (釧路市)）（北海道增毛郡增毛町）

### 東北地方
- 嚴島神社（青森縣八戶市）[1]
- 嚴島神社（日语：厳島神社 (増毛町)）（福島縣會津若松市）

### 關東地方
- 嚴島神社（茨城縣鉾田市）[2]
- 本城嚴島神社（栃木縣足利市）[3]
- 嚴島神社（千葉縣館山市）[4]
- 嚴島神社（日语：厳島神社 (会津若松市)）（東京都新宿區）
- 嚴島神社（東京都世田谷區），是世田谷八幡宮（日语：世田谷八幡宮）的末社。
- 嚴島神社（日语：厳島神社 (横浜市中区)）（神奈川縣橫濱市中區）
- 嚴島神社（神奈川縣茅崎市）[5][6]

### 中部地方
- 嚴島神社（靜岡縣濱松市西區志都呂町）（页面存档备份，存于）
- 嚴島神社（靜岡縣濱松市中區和合町）（页面存档备份，存于）
- 嚴島神社（靜岡縣清須市）（页面存档备份，存于）
- 嚴島神社（靜岡縣碧南市大濱上町），是熊野神社的末社。（页面存档备份，存于）（页面存档备份，存于）（页面存档备份，存于）
- 嚴島社（靜岡縣碧南市流作町）（页面存档备份，存于）
- 嚴島社（靜岡縣豐田市下平町）（页面存档备份，存于）
- 嚴島神社（靜岡縣豐田市栃立町）（页面存档备份，存于）

### 近畿地方
- 嚴島神社（大阪府枚方市）（页面存档备份，存于）
- 嚴島神社（滋賀縣近江八幡市冲島町），位在琵琶湖中的沖島上，以矗立在湖水中的鳥居知名。本身也是奧津嶋神社（日语：奥津嶋神社）的末社。（页面存档备份，存于）（页面存档备份，存于）（页面存档备份，存于）
- 嚴島神社（日语：厳島神社 (京都市上京区)）（京都府京都市上京區），又被稱為「池之弁天」（池の弁天），位在京都御苑境內。
- 嚴島神社（京都府京都市上京區上御靈竪町），是上御靈神社（日语：上御霊神社）的末社。
- 嚴島神社（京都府京都市左京區靜市市原町）（页面存档备份，存于）（页面存档备份，存于）
- 嚴島神社（兵庫縣神戶市東灘區）（页面存档备份，存于）（页面存档备份，存于）
- 嚴島神社（兵庫縣神戶市灘區）（页面存档备份，存于）
- 嚴島神社（日语：厳島神社 (神戸市兵庫区)）（兵庫縣神戶市兵庫區永澤町），由於位在舊兵庫街道之外因此又有「外弁天」的別名。
- 嚴島神社（日语：厳島神社 (神戸市中央区)）（兵庫縣神戶市中央區花隈町（日语：花隈町））
- 嚴島神社（日语：厳島神社 (洲本市)）（兵庫縣洲本市），位在淡路島上，因此又有「淡路島弁財天」的別名。
- 嚴島神社（奈良縣大和高田市）（页面存档备份，存于）（页面存档备份，存于）